# デニス・トライデント・3

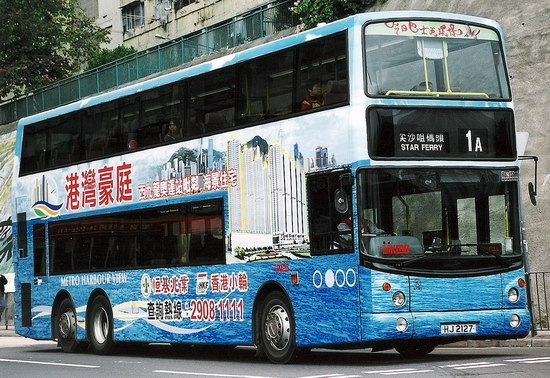
世界初のトライデント（試作車を除く）、香港の九巴が持っている。

トライデント・3（Trident 3）は、イギリスのデニス（今のアレクサンダー・デニス）がかつて生産した3軸二階建てノーステップバスである。
2001年から生産がトランシバス社（Transbus）に変更された。

## 世界各地のトライデント・3

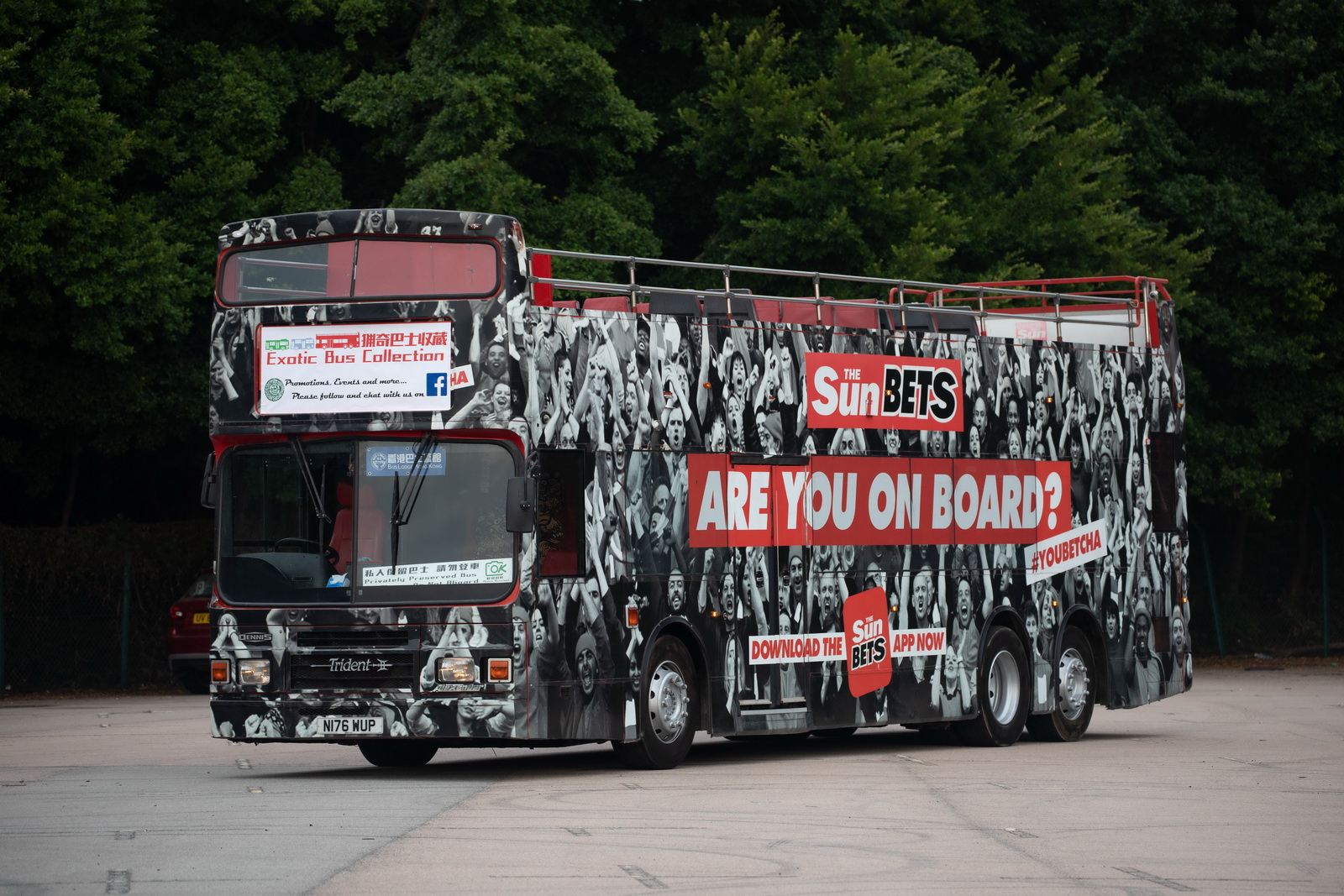
試作車

この製品は香港、シンガポール、カナダ、米国などのところに広がっており、使われている。

### アジア

#### 香港

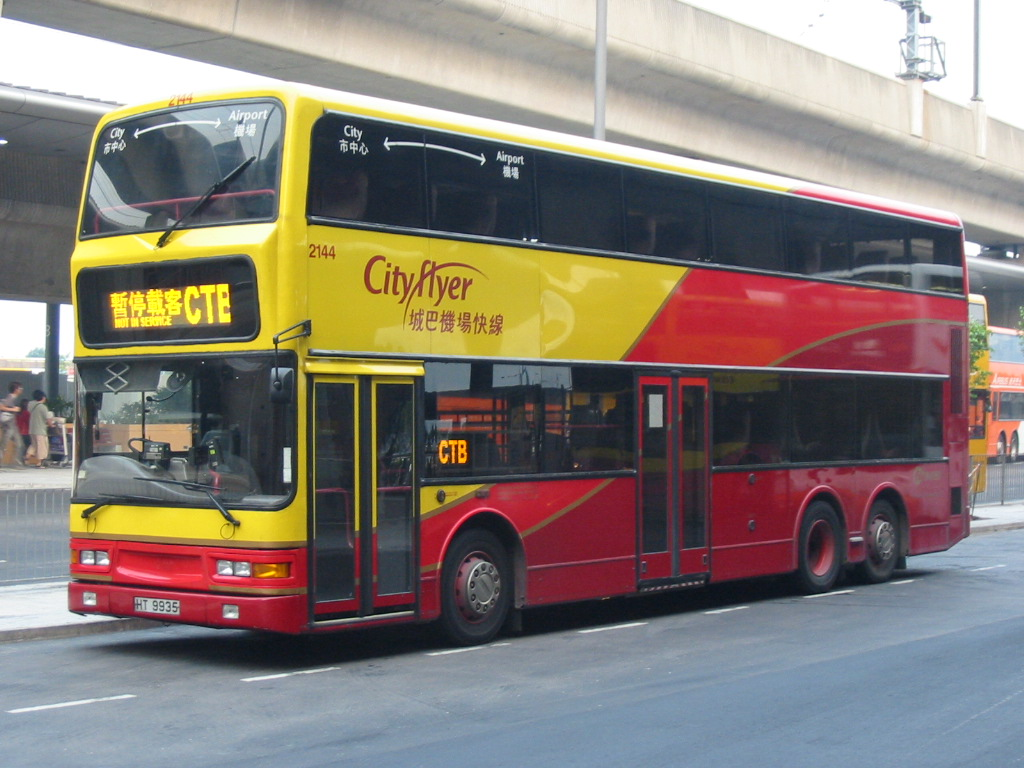
トライデント・3 シティバス 空港連絡路線専用 回送中
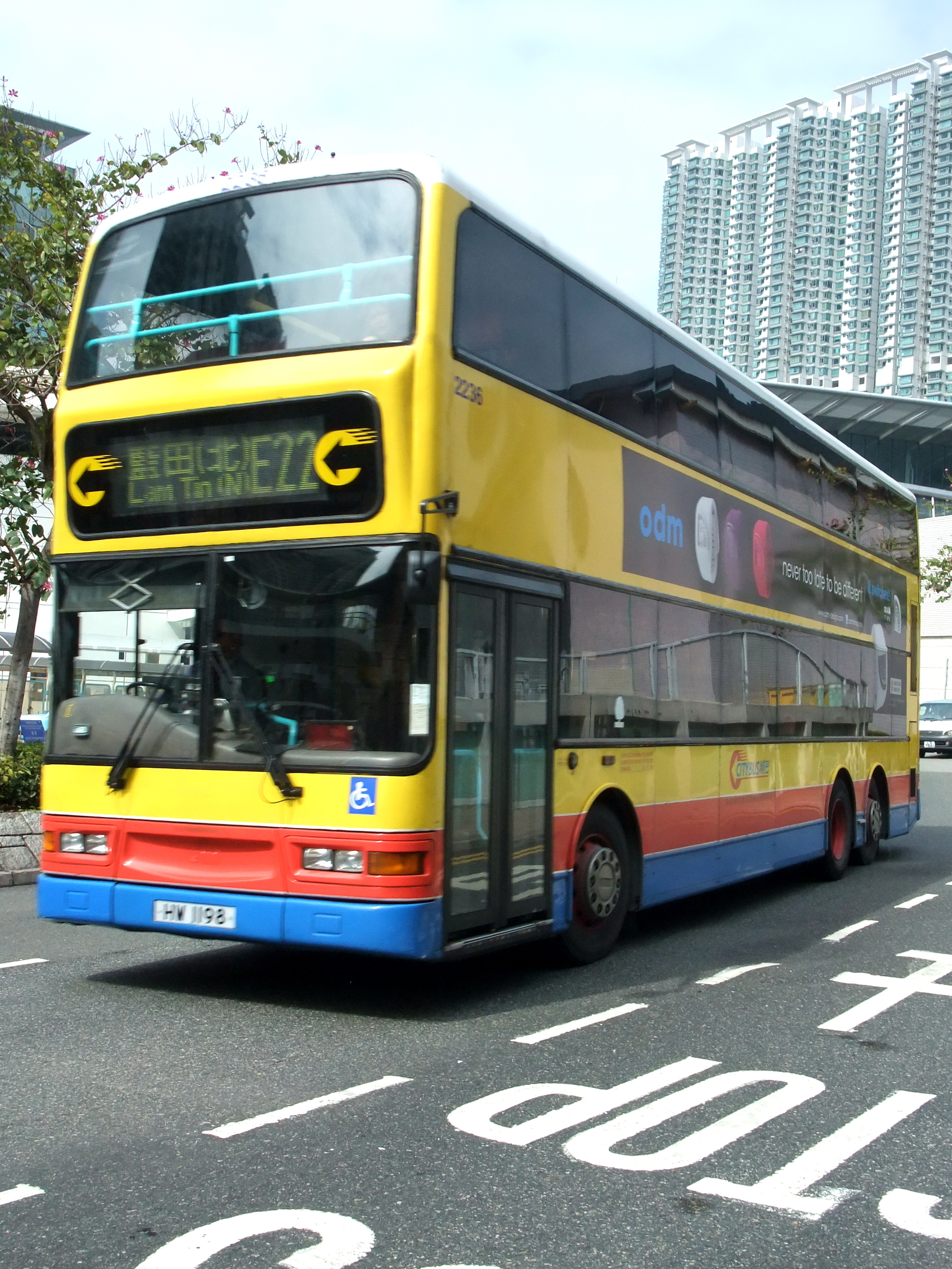
トライデント・3 長さ12m シティバス
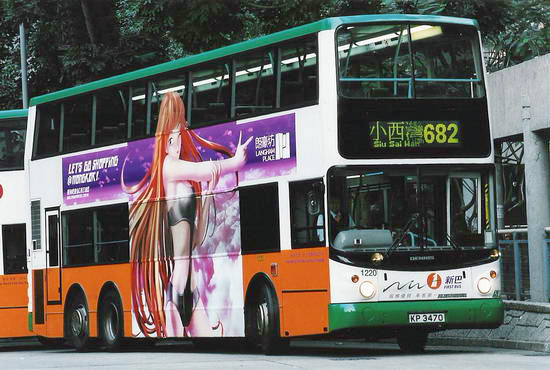
ALX500タイプ2の車台が使われるトライデント・3 長さ12m 新世界第一バス
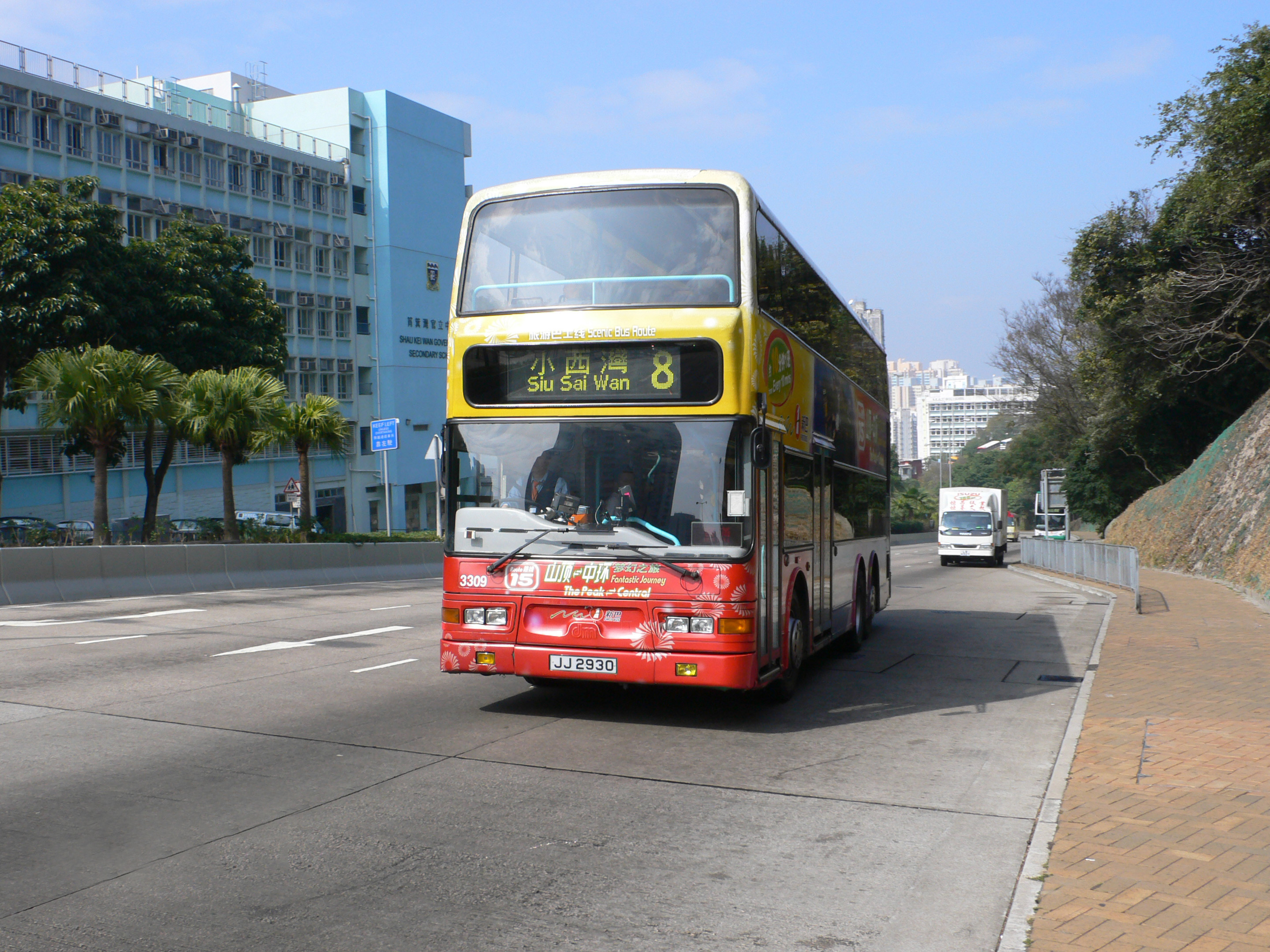
カープが多くて狭い山道に対応のため、高さ4.17m、長さ10.3mのトライデント・3 新世界第一バス

九龍バスは試作車を除く世界初のトライデントを所有している。
その他、シティバス、新世界第一バス、MTRバスが所有している。

#### シンガポール

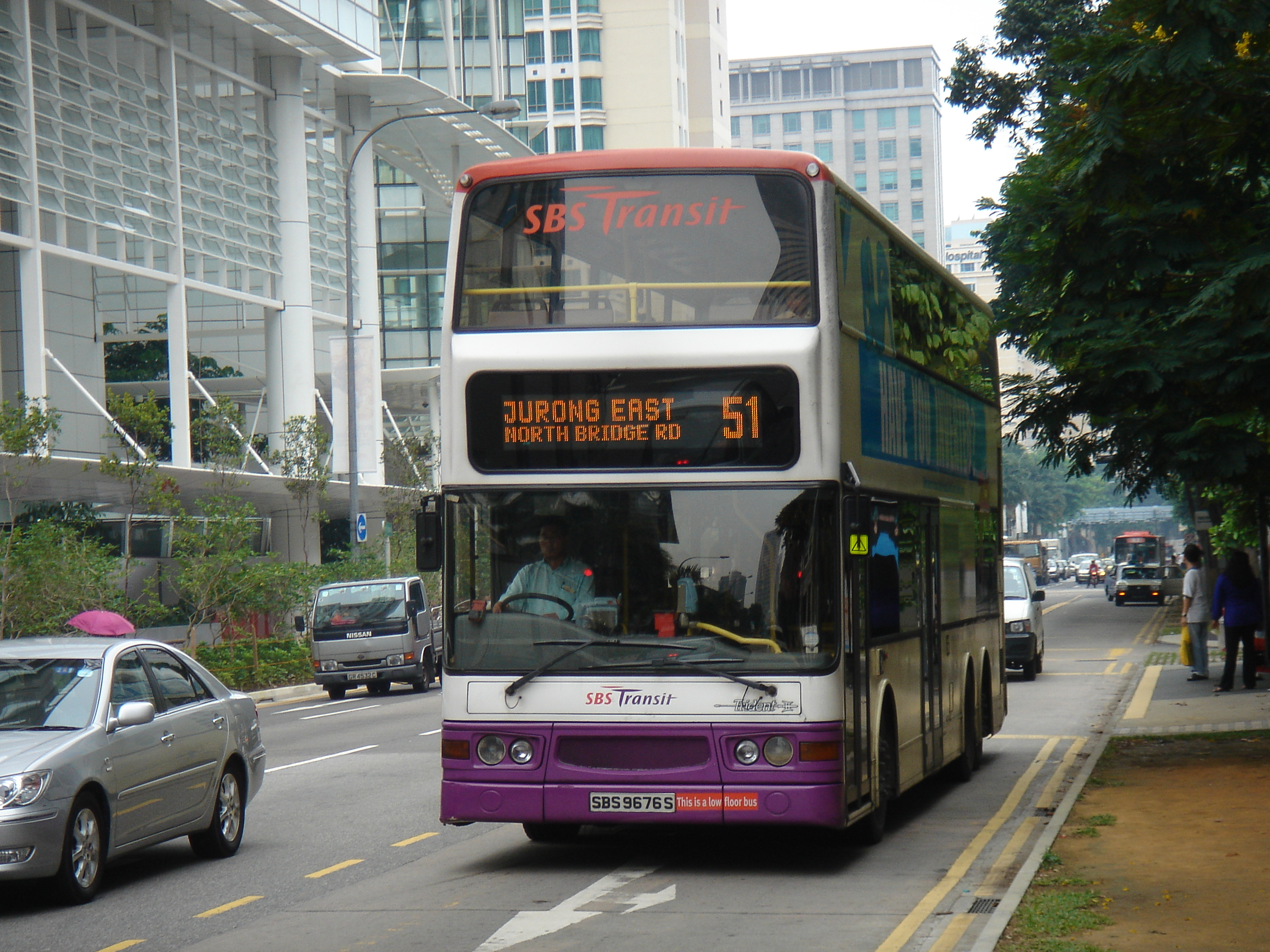
シンガポールで走るトライデント

シンガポールのSBS Transitは20台のトライデントを所有している。

### 北アメリカ

#### カナダ

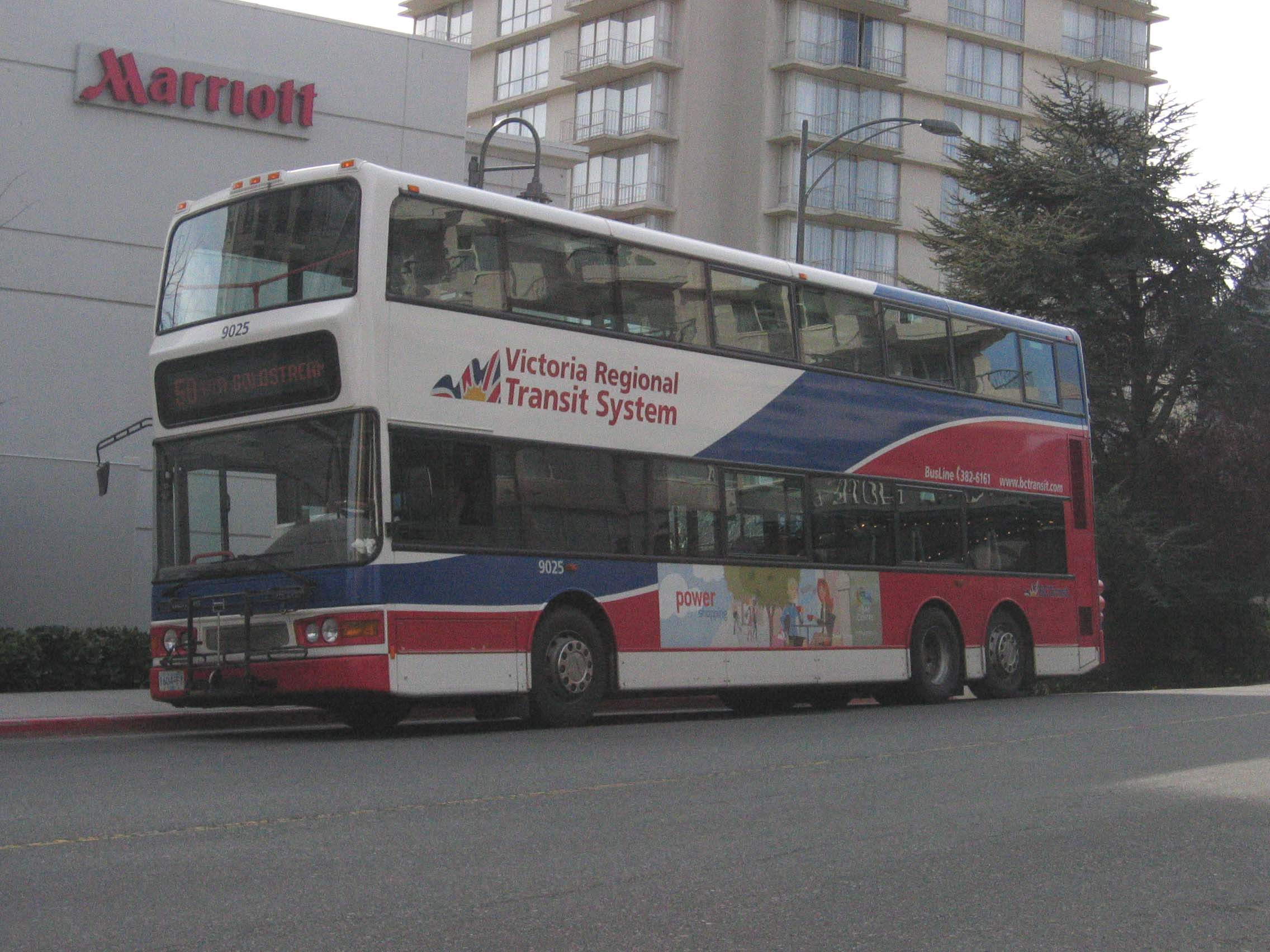
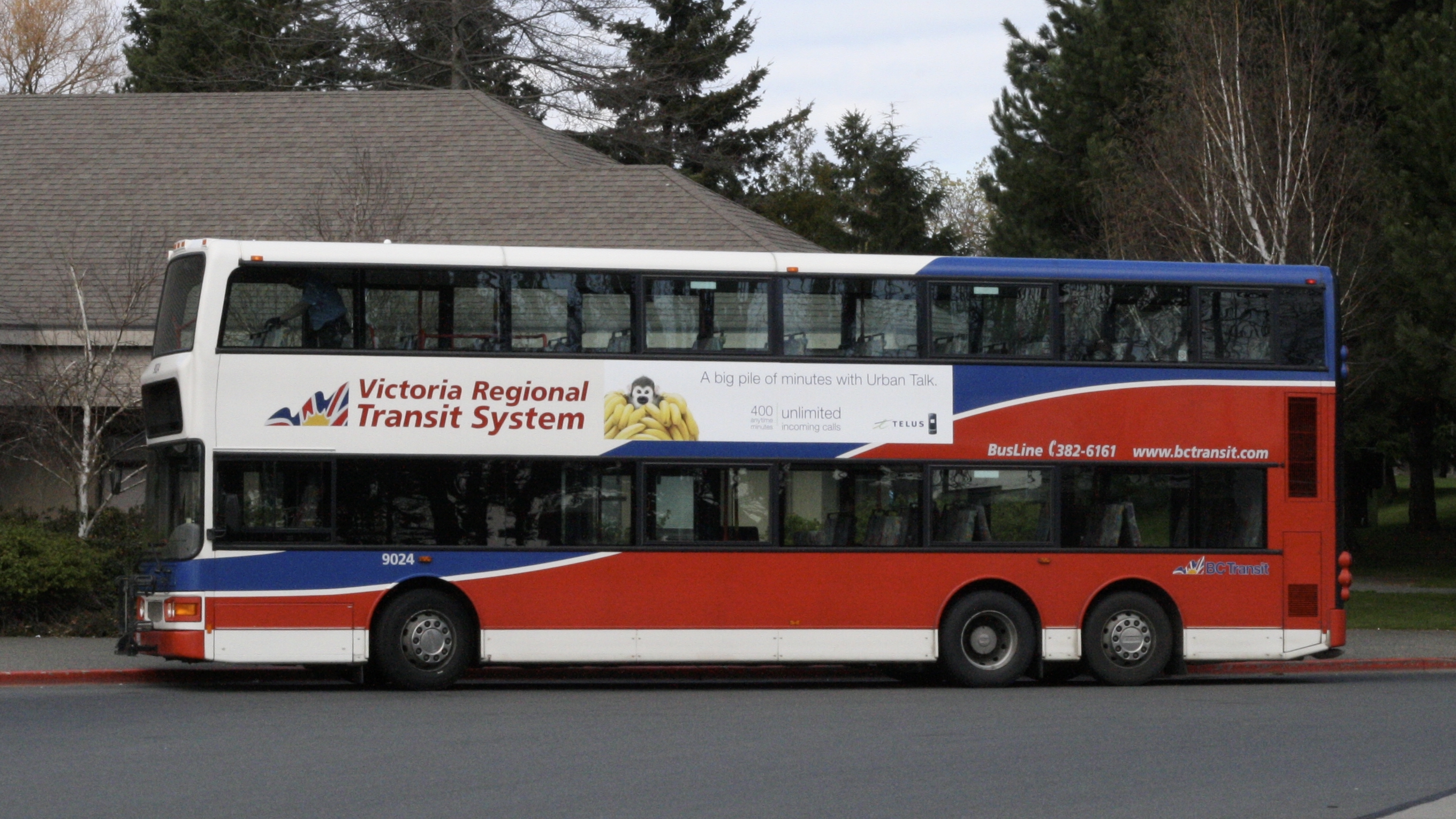
ビクトリア大学の前に停車中のトライデント・3

カナダのBCトランジット（BC Transit）2000年にトライデント・3バス10台を導入したが、その中で1台が事故で運行不能となり、運営中のトライデント・3は9台である。2002年にはトライデント・3バスが19台導入された。

#### 米国

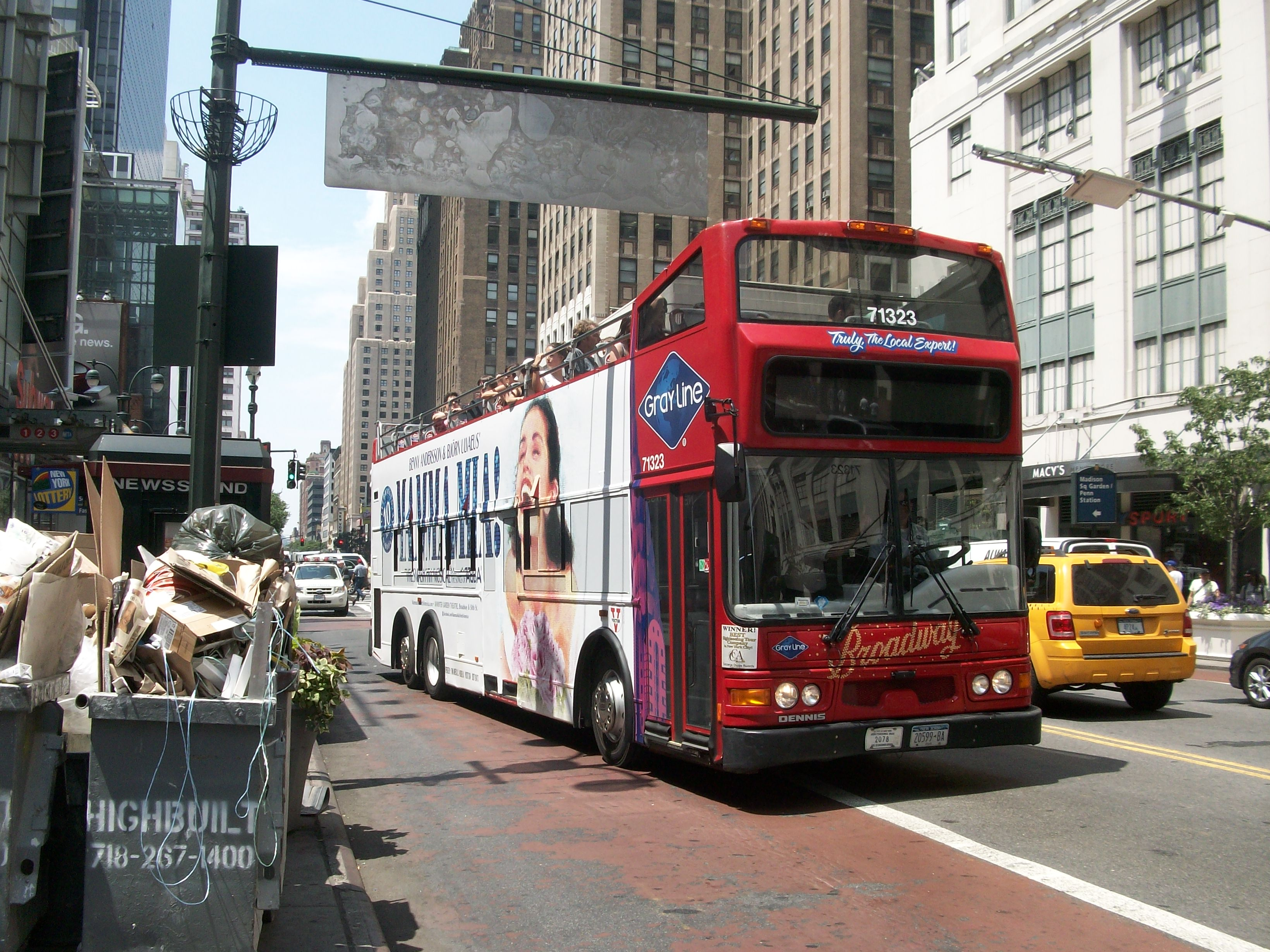
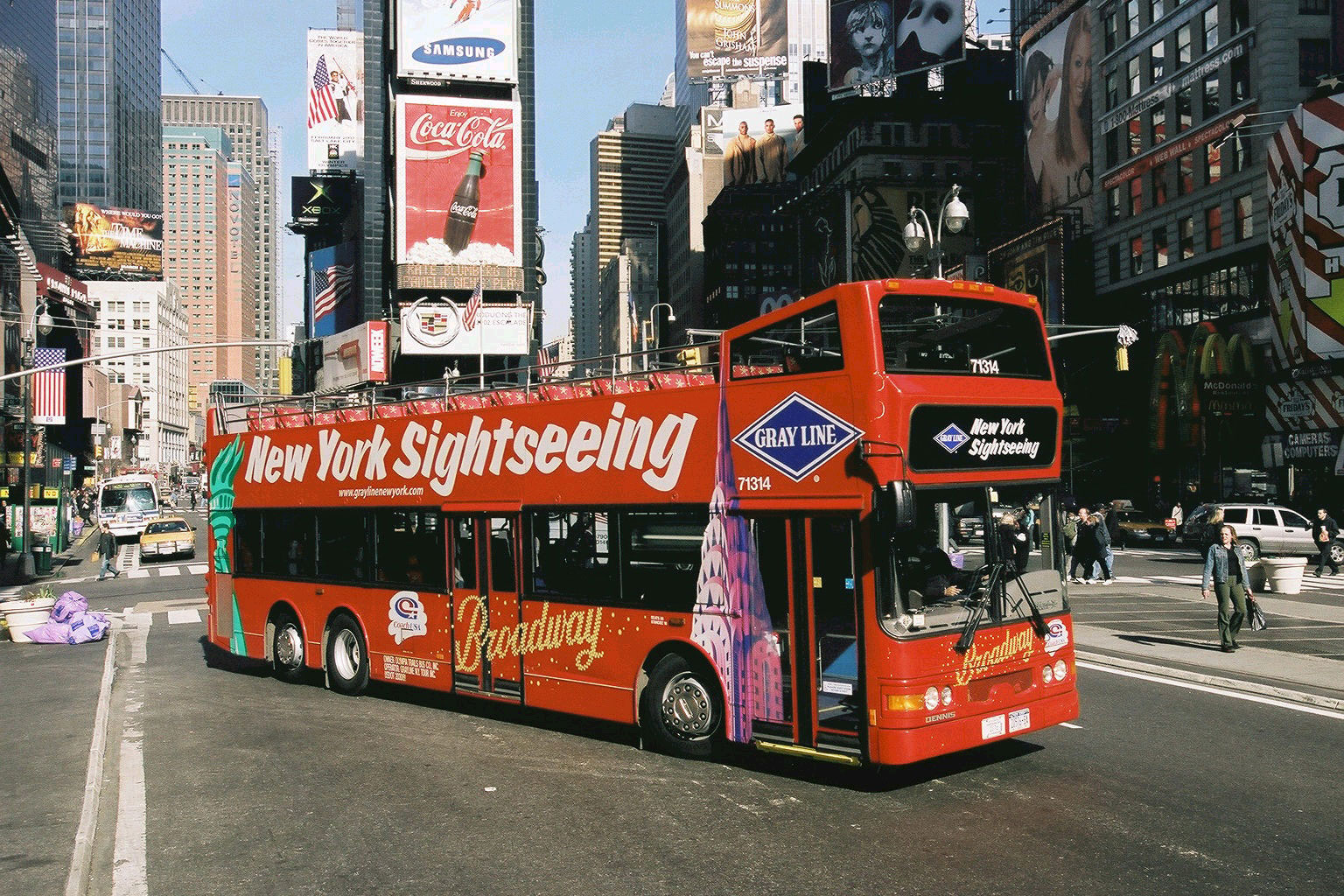

2001年に観光バス会社のグレイライン（Gray Line）は19台のトライデント・3オープントップバスを導入した。

## 継承製品
2001年に、本製品の継承の製品としてエンバイロ（Enviro）500が登場した。